# Choszen

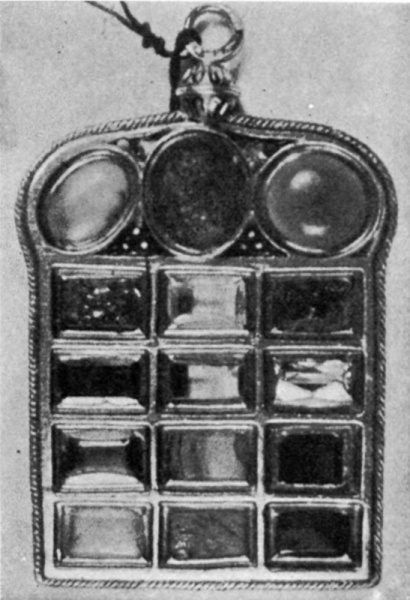
Replika dużej tarczy kapłana z XVII w.

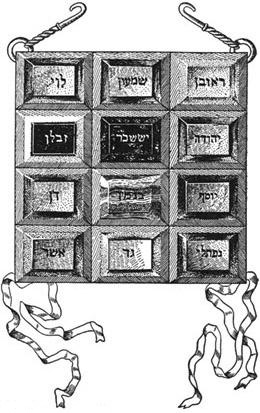
Rysunek napierśnika z nazwą dwunastu plemion Izraela z kamieniami szlachetnymi.

Choszen (hebr. חֹשֶׁן) – święty napierśnik (pektorał) noszony przez arcykapłanów izraelskich. Na zewnętrznej powierzchni choszenu umieszczonych było dwanaście kamieni szlachetnych, reprezentujących Dwanaście Plemion Izraela. Wewnątrz mieścił się schowek na losy zwane urim i tummim, za pomocą których arcykapłan udzielał w imieniu Boga odpowiedzi na konkretne pytania stawiane mu przez petentów.

## Opis biblijny
Szczegółowy opis choszenu znajduje się w Księdze Wyjścia 28,15-30:
Zrobisz też napierśnik wyroczny. Wykonasz go artystycznie, tak samo jak efod. Zrobisz go ze złota, z fioletowej i czerwonej purpury, z karmazynu i ze skręconego bisioru. Będzie czworograniasty, złożony we dwoje, na piędź długi i na piędź szeroki. Osadzisz na nim zestaw z drogich kamieni w czterech rzędach: pierwszy rząd to rubin, topaz i szmaragd; drugi rząd to karbunkuł, szafir i beryl. Trzeci rząd to opal, agat i ametyst. Czwarty rząd to chryzolit, onyks i jaspis. Osadzone będą w oprawach ze złota. A kamieni tych będzie, według imion synów izraelskich, dwanaście, według ich imion; na każdym będzie wyryte jak na pieczęci imię jednego z dwunastu plemion. Na napierśniku zrobisz łańcuszki, skręcone jak sznurki, ze szczerego złota. Zrobisz też na napierśniku dwa złote pierścienie i przymocujesz te dwa pierścienie do dwóch końców napierśnika, i włożysz te dwa złote łańcuszki do dwóch pierścieni na końcach napierśnika. A drugie końce obu łańcuszków przymocujesz do dwóch opraw, które przytwierdzisz do dwóch naramienników efodu z przodu. Zrobisz też dwa złote pierścienie i przymocujesz je do dwóch końców napierśnika na jego brzegu wewnętrznym od strony efodu. Zrobisz też jeszcze dwa złote pierścienie i przymocujesz je do dwóch naramienników efodu od dołu z przedniej jego strony, tuż przy jego spojeniu, ponad przepaską efodu, potem zwiąże się napierśnik jego pierścieniami z pierścieniami efodu sznurem z fioletowej purpury, aby był nad przepaską efodu i aby napierśnik nie przesuwał się na efodzie. Aaron będzie nosił imiona synów izraelskich na napierśniku wyrocznym na swoim sercu, gdy będzie wchodził do miejsca świętego, ku stałej pamięci przed Panem. Do napierśnika wyrocznego włożysz urim i tummim, aby były na sercu Aarona, gdy będzie stawał przed obliczem Pana. Tak nosić będzie Aaron na swym sercu ustawicznie przed obliczem Pana wyrocznie dla synów izraelskich.